# St. Johannes von Nepomuk (Garitz)
| St. Nepomuk, Garitz                                            |                    |
|                                                                |                    |
| Turm, Frontportal mit Kirchplatz und fünfeckigem Kirchenschiff |                    |
| Ort                                                            | Garitz             |
| Konfession                                                     | römisch-katholisch |
| Diözese                                                        | Bistum Würzburg    |
| Patrozinium                                                    | Johannes Nepomuk   |
| Baujahr                                                        | 1745/47            |
| Bautyp                                                         | Saalkirche         |
| Funktion                                                       | Pfarrkirche        |

Die St.-Nepomuk-Kirche ist eine römisch-katholische Kirche im bayerischen Garitz, einem Stadtteil des Kurortes Bad Kissingen im unterfränkischen Landkreis Bad Kissingen. Sie gehört zu den Bad Kissinger Baudenkmälern und ist unter der Nummer D-6-72-114-170 in der Bayerischen Denkmalliste registriert.
Die St.-Nepomuk-Kirche ist eine von zwei Kirchen in Garitz; am 16. September 1973 wurde mit der St.-Elisabeth-Kirche die zweite Kirche des Stadtteils eingeweiht.

## Geschichte

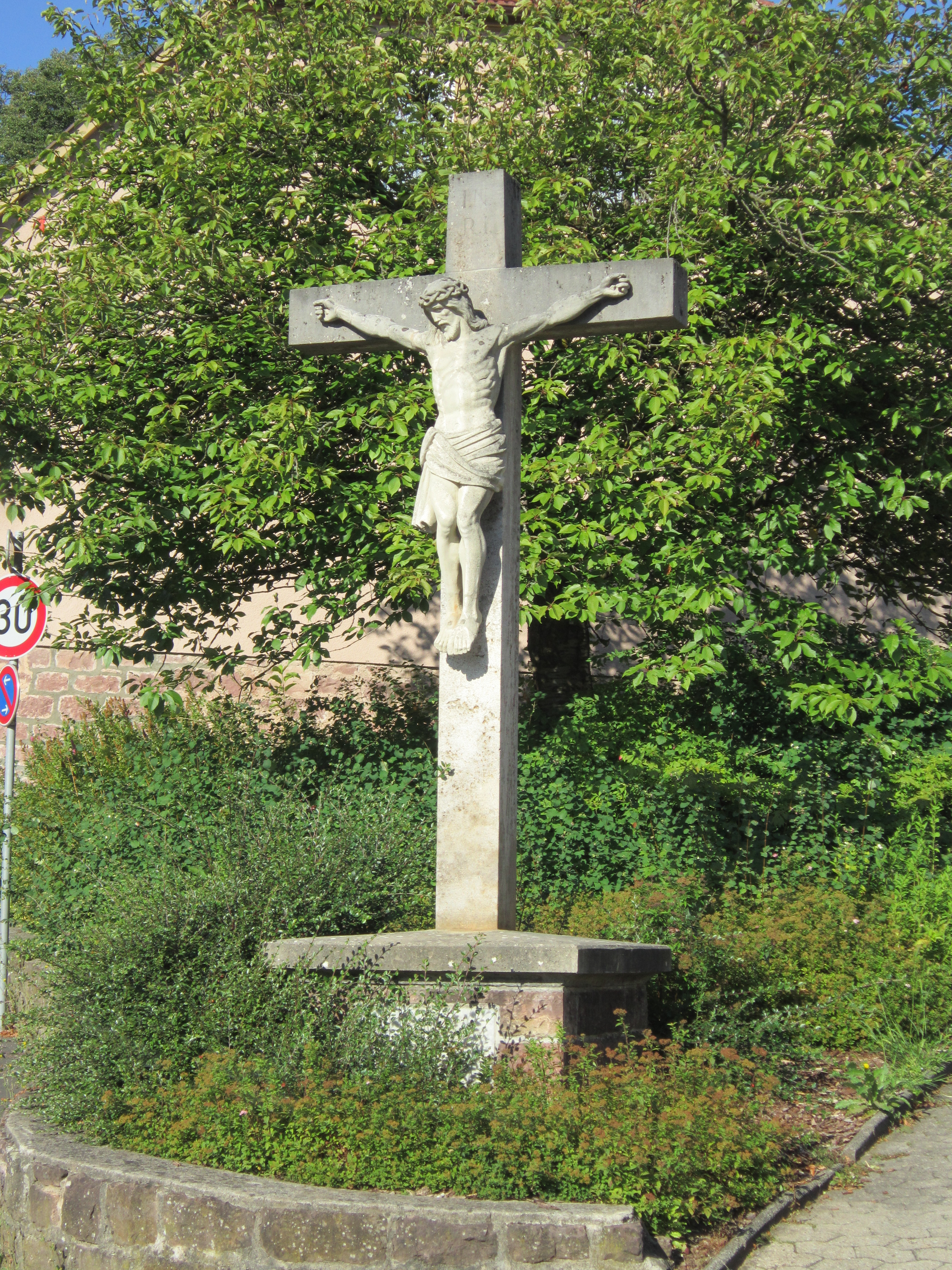
Hochkreuz (bez. „1876“, erneuert 1986)

An dem Standort der St.-Nepomuk-Kirche befand sich möglicherweise ein Kapellchen, das den benachbarten Leichenacker, der auch heute noch der Garitzer Friedhof ist, ergänzte. Ein „Notandum“ vom 31. Oktober 1706 drückt den Wunsch aus, dass in Garitz „wie einsmahlen in dem Ort ein Capell oder Kirchlein möchte eingerichtet werden“. Ferner soll es im August 1687 zu Raufhändel gekommen sein, als an jenem Datum entweder eine neue Kapelle eingeweiht wurde oder der Jahrestag einer Kirchweihe begangen wurde. Die Umstände des Untergangs dieses hypothetischen Kapellengebäudes sind unbekannt.
Die dem heiligen Johannes Nepomuk geweihte St.-Nepomuk-Kirche entstand zwischen 1745 und 1747 vermutlich am Standort des alten Kapellchens. Das nötige Bauholz wurde dem Gemeindewald entnommen, nachdem die Bitte um Holzbeisteuer zuvor abgelehnt worden war.
Das mit der Jahreszahl 1876 bezeichnete Hochkreuz vor der Kirche wurde im Jahr 1968 erneuert.
Der Realschematismus Würzburg bezeugt für 1761 die erste Glocke der Kirche; diese wurde im 19. Jahrhundert um eine zweite Glocke der Firma Klaus aus Heidingsfeld ergänzt. Im Jahr 1924 erhielt die Kirche einen neuen, etwas größeren Turm sowie zwei zusätzliche Glocken, die am 17. Juli 1924 vom Bad Kissinger Professor Max Treppner geweiht wurden. Der Domkapellmeister und Geistliche Rat Strubel bezeichnete sie als „wahre Prachtstücke des Glockengusses“ sowie „musikalisch prächtig gelungen“.
Bereits aus dem Jahr 1753 ist eine Reparatur der Kirchenuhr nachgewiesen, die aus dem Zins des verliehenen Kirchenkapitals finanziert wurde. Nach irreparablem Versagen im Jahr 1841 wurde im Jahr 1875 eine neue, vom Mechaniker A. Clement aus Aura an der Saale angefertigte, Kirchenuhr installiert.
Im Jahr 1923 wurde das Langhaus um zwei Fensterachsen nach Norden erweitert. Der Erweiterungsbau ist breiter als das Langhaus von 1745/47.

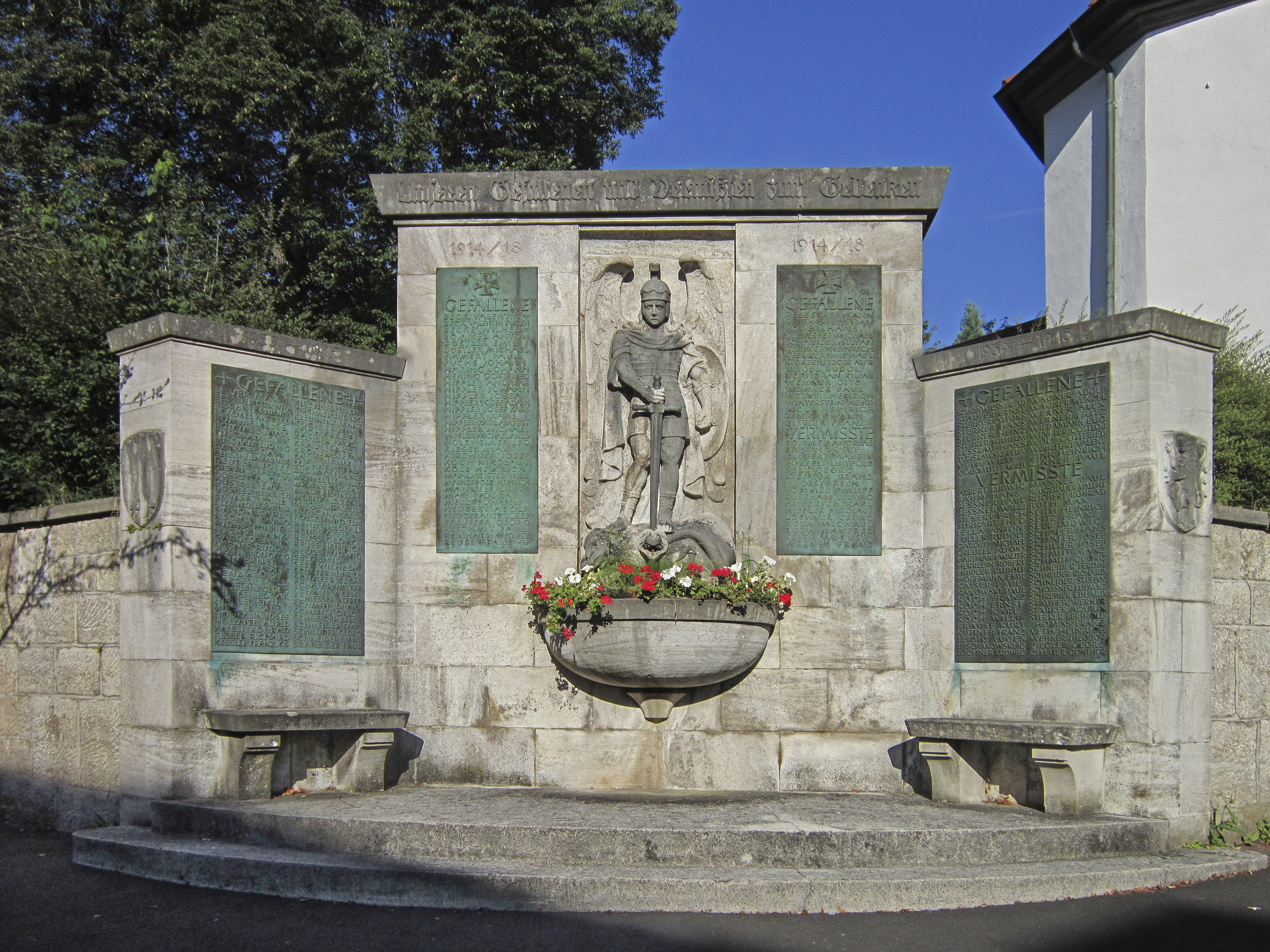
Kriegerdenkmal vor der St.-Nepomuk-Kirche.

Am 30. Juli 1929 weihte der Bad Kissinger Stadtpfarrer Albert Susann vor der Kirche das vom Bildhauer Bruno Brand errichtete Kriegerdenkmal 1914/1918 zur Erinnerung an die Garitzer Opfer des Ersten Weltkrieges ein. Es gehört zu den Bad Kissinger Baudenkmälern und ist unter der Nummer D-6-72-114-1 in der Bayerischen Denkmalliste registriert. Seit dem Jahr 1954 dient das Denkmal auch dem Gedenken an die Garitzer Opfer des Zweiten Weltkriegs; auch ihre Namen sind auf dem Denkmal zu lesen.
Während die ersten beiden Glocken wegen ihrer geringen Größe der Metallablieferung im Ersten Weltkrieg entgangen waren, mussten die zwei großen Glocken im Rahmen des Vierjahresplans, der Bronzeglocken zur Verwendung für Kriegszwecke vorsah, am 17. und 18. März 1942 abmontiert und abgeliefert werden.
Am 19. März 1950 weihte der Würzburger Domkapitular Kötzner zwei neue Glocken, die in der Erdinger Glockengießerei Karl Czuchnowsky hergestellt wurden. Als Material wurde Euphon gewählt, da daraus keine Kanonen hergestellt werden können.
Nachdem im Jahr 1972 auch die 1875 installierte Kirchenuhr ihre Funktion eingestellt hatte, wurde eine neue Uhr installiert sowie Zifferblatt und Zeiger erneuert. Die Einweihung der neuen Kirchenuhr fand am 16. September 1973 statt, dem Tag der Einweihung der St.-Elisabeth-Kirche.

## Architektur und Ausstattung
Der nach Süden orientierte Kirchenbau hatte ursprünglich ein Langhaus mit zwei Fensterachsen und polygonalem Chor mit oktogonalem Dachreiter. Bei der Erweiterung im Jahr 1923 wurde in der Hauptachse ein höherer und breiterer Bau mit Walmdach und eigenem Dachreiter ergänzt.
Der Hochaltar sowie die Kanzel sind beide im Stil des bürgerlichen Rokoko gehalten und stammen aus der Mitte des 18. Jahrhunderts und damit aus der Bauzeit der Kirche. Die Seitenaltäre sind im klassizistischen Stil gehalten und wurden etwa im Jahr 1923 bearbeitet.